# Ibrutinib
L'ibrutinib est une molécule inhibant la tyrosine kinase de Bruton et utilisé comme médicament par voie orale, dans certaines leucémies. Le médicament Imbruvica a pour principe actif l'ibrutinib.

## Mode d'action
Il s'agit d'un inhibiteur irréversible de la tyrosine kinase de Bruton. Cette dernière est une enzyme dont l'expression est augmentée par les lymphocytes B mutées responsable de la leucémie lymphoïde chronique. Son inhibition provoque l'apoptose (mort cellulaire) de ces dernières.
Des résistances ont été décrites à l'ibrutinib, soit par mutation de son enzyme cible, soit par mutation de la PLCγ2, se situant un peu aval dans la cascade de réaction dépendant de la tyrosine kinase de Bruton.

## Efficacité
Les cibles sont les cancers concernant les lymphocytes B, essentiellement la leucémie lymphoïde chronique (LLC) mais aussi certains lymphomes, dont celui du manteau. Il est actif, en association avec le rituximab, dans la maladie de Waldenström.
Dans la LLC, elle parvient à obtenir des rémissions prolongées, même sur des formes réfractaires aux traitements habituels ou des formes récidivantes. Donné en première intention, elle s'avère supérieur au chlorambucil en termes de réponse hématologique et de durée de vie. Elle peut être utilisé en combinaison avec le venetoclax.

## Autorisation de mise sur le marché

### En France
Fevrier 2014 L'ANSM (Agence nationale de sécurité du médicament) délivre une ATU (autorisation temporaire d'utilisation) pour certains cas de LLC leucémie lymphoide chronique (LLC) et le lymphome du manteau (LCM)    
Juillet 2015 La Haute autorité de santé étudie la demande du laboratoire pour les deux usages suivants :    
- lymphome à cellules du manteau (LCM) en rechute ou réfractaire,

- leucémie lymphoïde  chronique  (LLC)  ayant  reçu  au  moins  un  traitement  antérieur, ou en première ligne en cas de délétion 17p ou de mutation sur le gène TP53 chez les patients pour lesquels une immuno-chimiothérapie est inadaptée.